# Finbladigt fjädergräs
Finbladigt fjädergräs (Stipa capillata) är en gräsart som beskrevs av Carl von Linné. Finbladigt fjädergräs ingår i släktet fjädergrässläktet, och familjen gräs. Inga underarter finns listade i Catalogue of Life.

## Bildgalleri

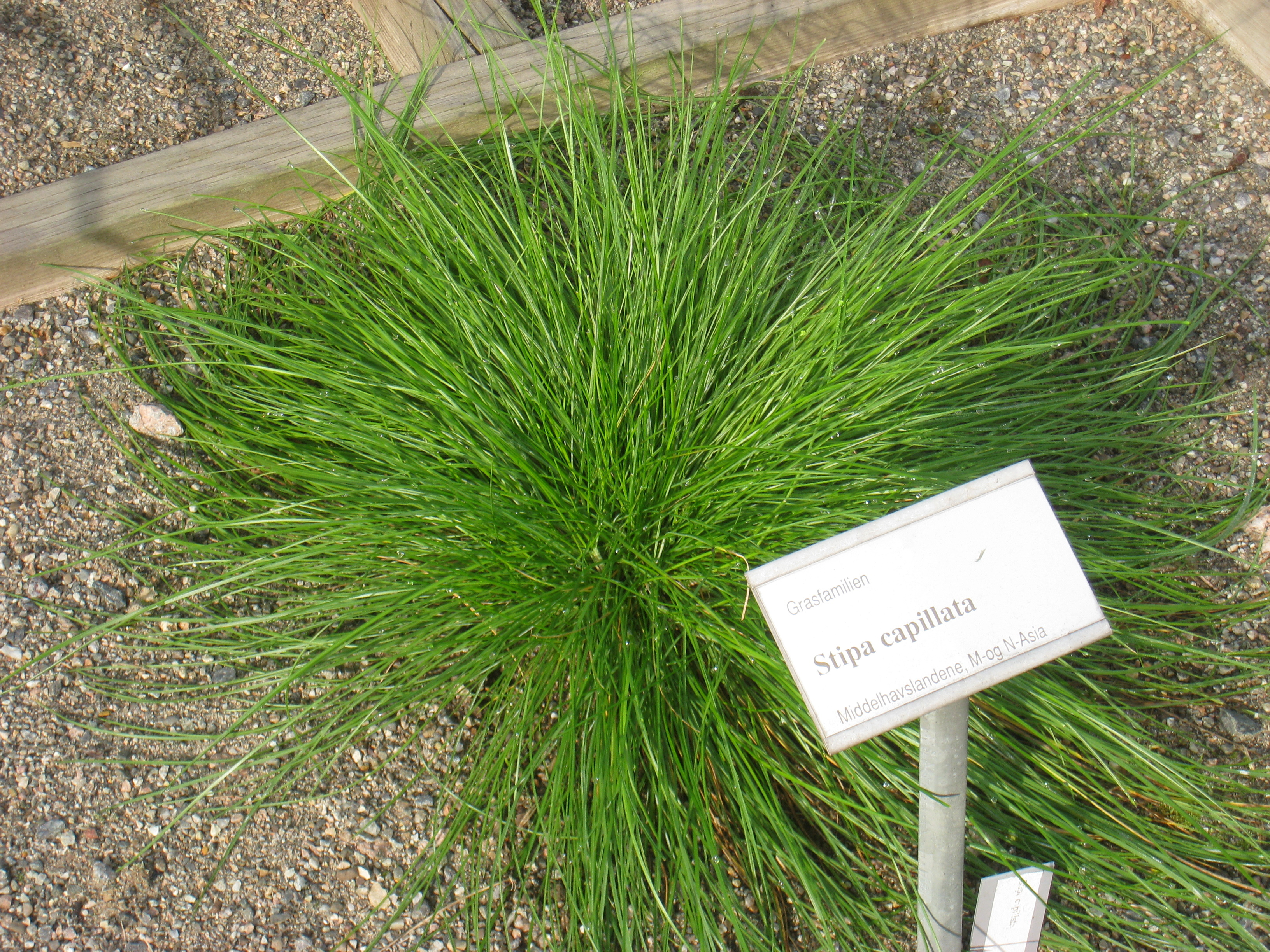
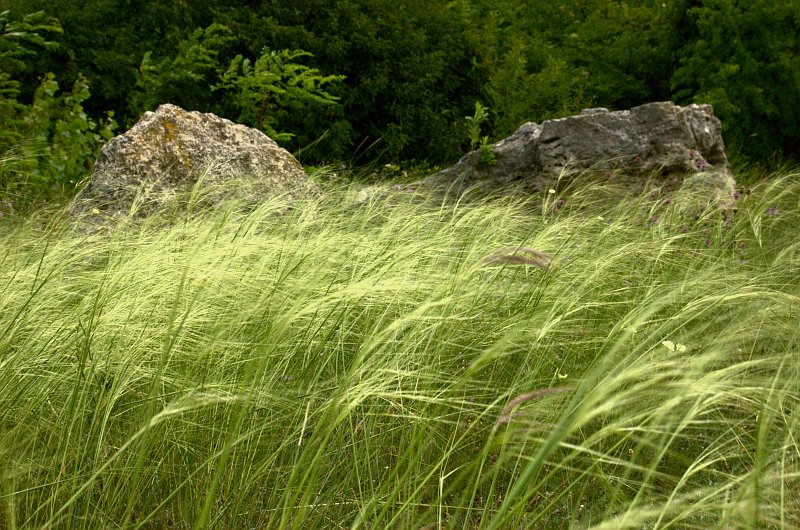
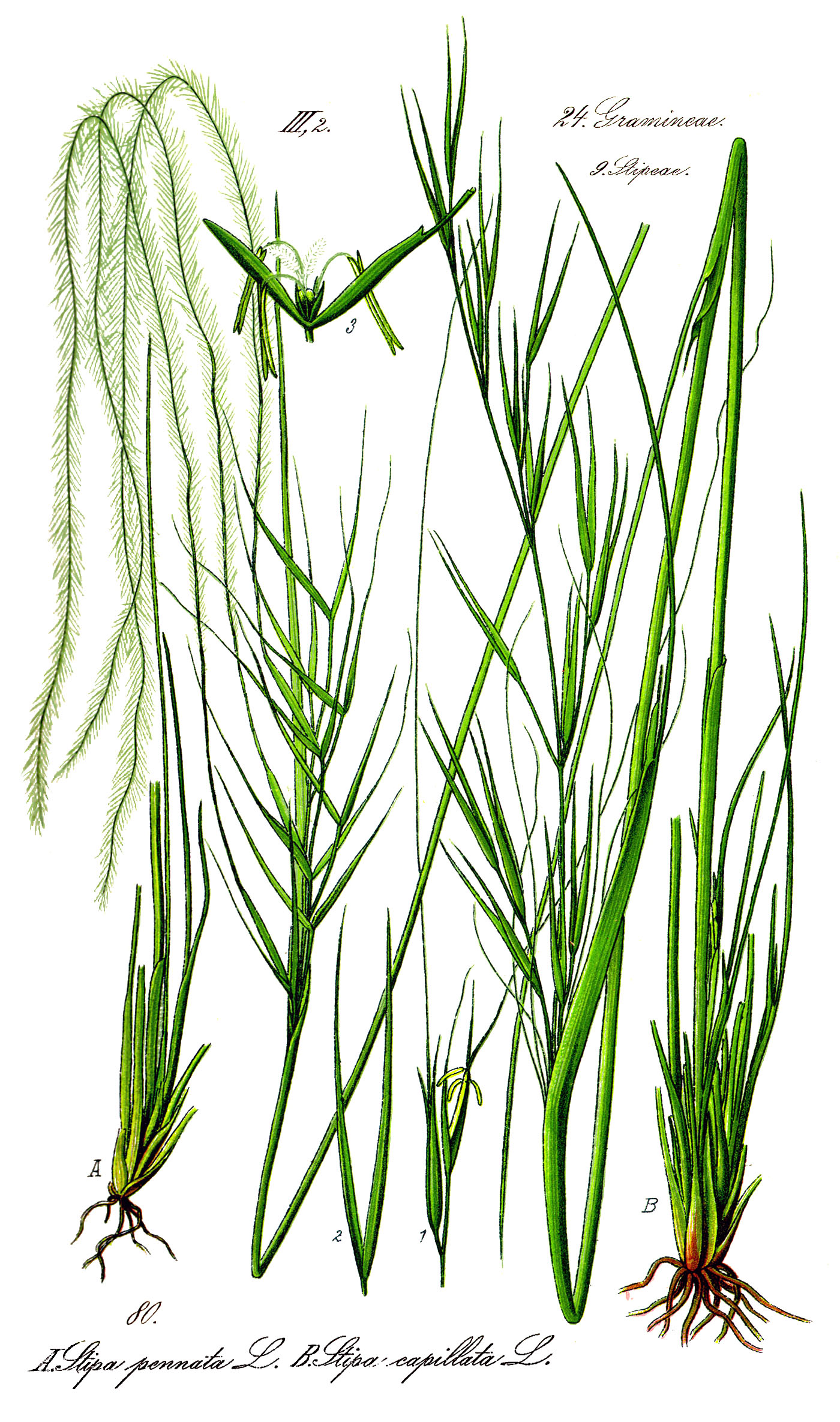
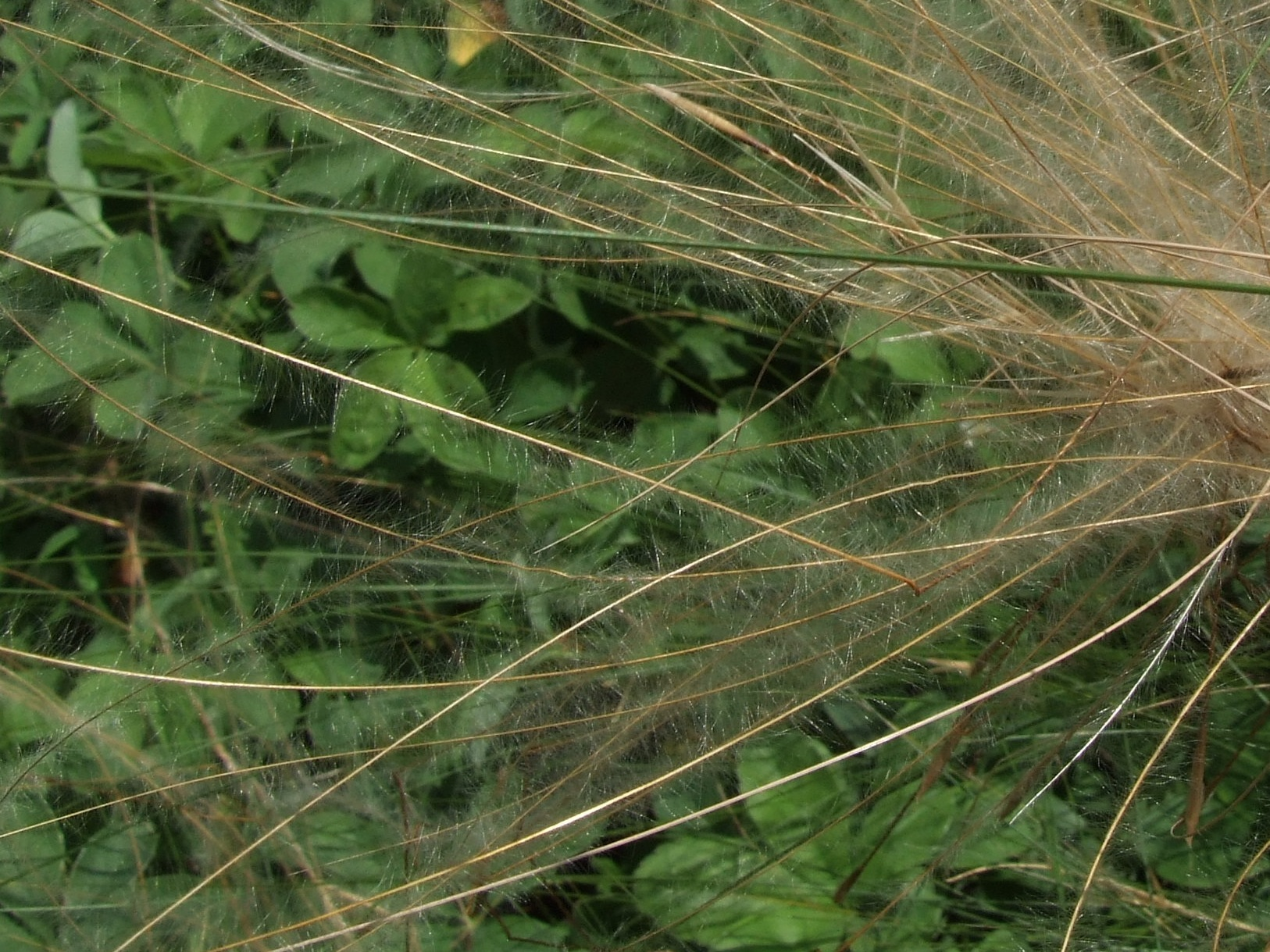
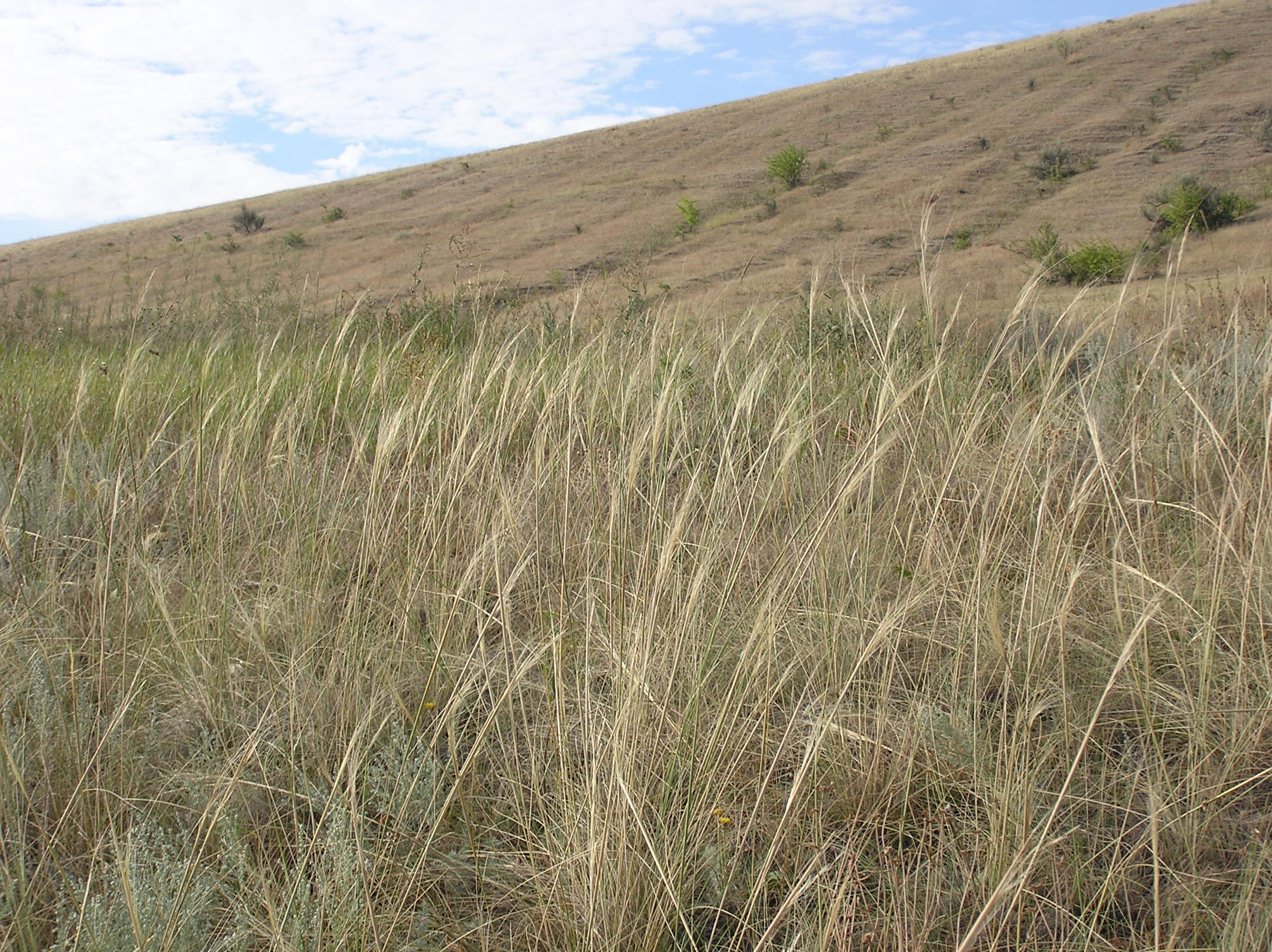
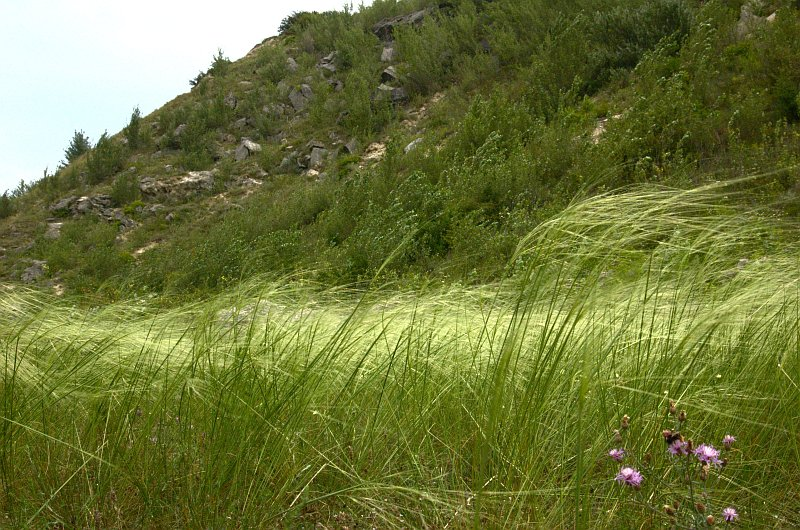